# Dexmedetomidin
A dexmedetomidin vízben jól oldódó fehér kristály. Két sztereoizomer változata létezik. A racém keverék neve medetomidin, az S-enantiomeré a dexmedetomidin.
Az agy bizonyos részeiben található α2-receptorok agonistája.
Altató- és fájdalomcsillapító szerként használják mind az emberi, mind az állatgyógyászatban, általában más szerekkel keverve, gyakran az általános altatás előkészítő szereként. Igen erős hatása miatt agresszív vadállatok altatására is alkalmas, amikor más szerek nem elég hatékonyak.
A dexmedetomidin hatása a midazolaméhoz hasonló, de műtét közben jobban csökkenti a pulzust, kevésbé okoz pulzus- és vérnyomásnövekedést. Erősebb hatása miatt kisebb mennyiség szükséges belőle, és lerövidíti az altatási időt és az azt követő kábult állapotot is. A sürgősségi ellátásban olcsóbb a midazolamnál, mert rövidebb idejű gépi lélegeztetést tesz szükségessé.
Nem ajánlott cukor- és szívbetegeknek, bár a dexmedetomidint kokaintúladagolás következtében fellépő szívproblémákra is hatékonynak találták.

## Készítmények[2]
- Acular
- Crixivan
- Mustargen
- Precedex
- dexdor[3]

## Fordítás
- Ez a szócikk részben vagy egészben  a   Dexmedetomidine című angol Wikipédia-szócikk fordításán alapul.  Az eredeti cikk szerkesztőit annak laptörténete sorolja fel. Ez a jelzés csupán a megfogalmazás eredetét és a szerzői jogokat jelzi, nem szolgál a cikkben szereplő információk forrásmegjelöléseként.